# United States Bullion Depository
United States Bullion Depository, kallat Fort Knox Bullion Depository och The Gold Vault, är en sekretessbelagd bestyckad fästning som ligger på ägorna för militärbasen Fort Knox i Kentucky i USA. Den är byggd för att förvara föremål som på grund av betydande värde eller med hänsyn till rikets säkerhet måste förvaras säkert. Anläggningen förvarade, den 28 februari 2021, investeringsguld som motsvarade 4 177 metriska ton, omkring 60% av det totala investeringsguldet som finansdepartementet innehade det datumet. Den har tidigare förvarat USA:s självständighetsförklaring, USA:s konstitution, dokumentet rörande Gettysburgtalet, Konfederationsartiklarna, tre exemplar av Gutenbergs Bibel, en kopia av Magna Charta, Storbritanniens riksregalier, Ungerns krona och andra länders guldreserver. Fästningen förvarade även stora mängder av morfin och opium som tillhörde Defense Logistics Agency (DLA), myndigheten hade totalt 31 metriska ton fördelat mellan U.S. Bullion Depository och United States Mint West Point i West Point i New York.

## Bakgrund
Anläggningen uppfördes mellan 1934 och 1935 till en kostnad på 560 000 amerikanska dollar.
Fästningen är 7,44 meter hög och har två våningar över jord medan antalet våningar under jord är sekretessbelagt. Anläggningen är bevakad främst av United States Mint Police, men får även beskydd från själva militärbasen om större angrepp skulle råda.
1988 blev fästningen ett byggnadsminne på nationell nivå.
Det har skett tre officiella besök till U.S. Bullion Depository med personer som inte tillhör USA:s finansdepartement sedan den uppfördes. 1943 besöktes den av USA:s 32:a president Franklin D. Roosevelt (D), den enda president som har fått tillträde. Det andra tillfället var den 23 september 1974 när medlemmar ur USA:s kongress, mediarepresentanter och anställda vid USA:s finansdepartement och United States Mint besökte fästningen. Det tredje tillfället var den 23 augusti 2017 när bland andra USA:s finansminister Steven Mnuchin, majoritetsledaren Mitch McConnell och Kentuckys guvernör Matt Bevin gjorde ett besök.

## Populärkultur
Fästningen är känd för omvärlden främst från James Bond-filmen Goldfinger från 1964, där karaktären Auric Goldfinger ska bryta sig in och förstöra allt guld i fästningen. Filmteamet fick tillåtelse att filma på plats på militärbasen men fick ej beträda U.S. Bullion Depository. Filmscenografen Ken Adam fick dock tillåtelse att flyga över fästningen en gång och åka med en bil och filma utanför staketet tack vare dels filmproducenten Albert R. Broccolis inflytelserika kontakter och dels Kennedyklanen, som var stora anhängare av Ian Flemings böcker.